# 郑州彩虹桥
郑州彩虹桥，也称为北三环跨铁路编组站大桥，是中国河南省郑州市的一座跨过铁路郑州北编组站桥梁，第一代桥梁为四跨桁架桥，1994年通车，第二代桥梁为双向八车道的连续三跨上承式拱桥，跨径布置为121+125+121米，2023年9月28日通车。